# Panthiades bitias
Panthiades bitias är en fjärilsart som beskrevs av Pieter Cramer 1779. Panthiades bitias ingår i släktet Panthiades och familjen juvelvingar. Inga underarter finns listade i Catalogue of Life.

## Bildgalleri

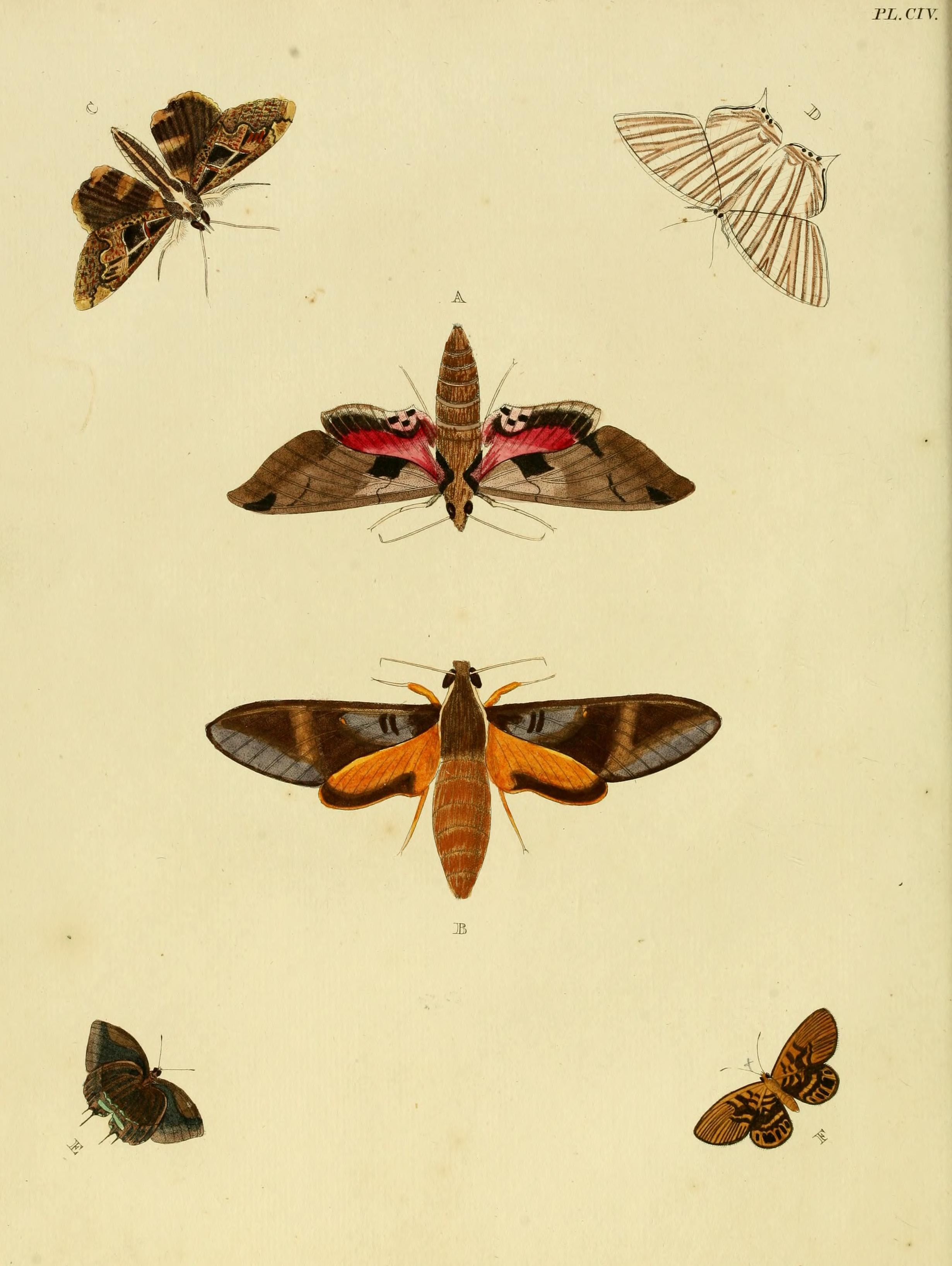
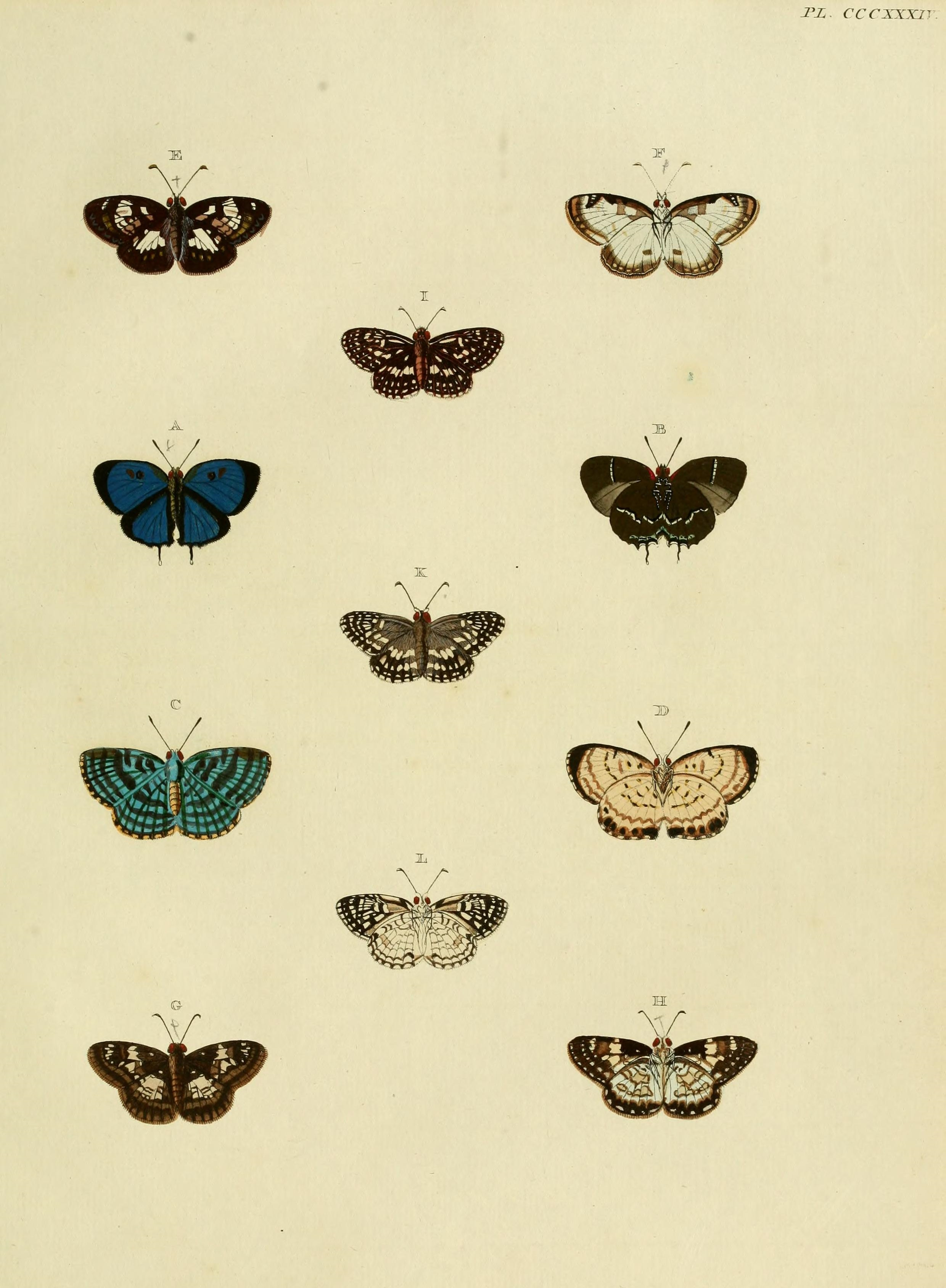
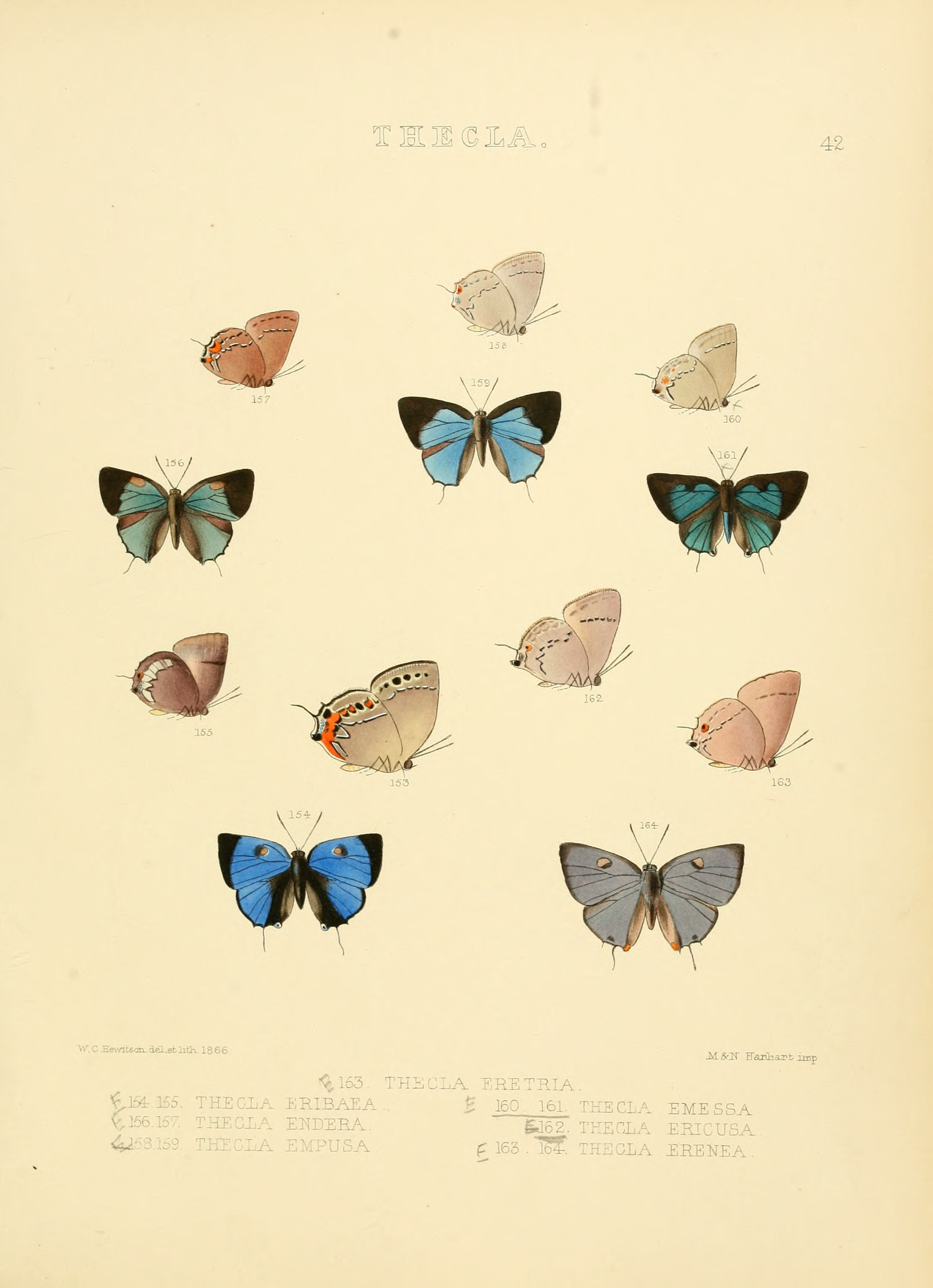
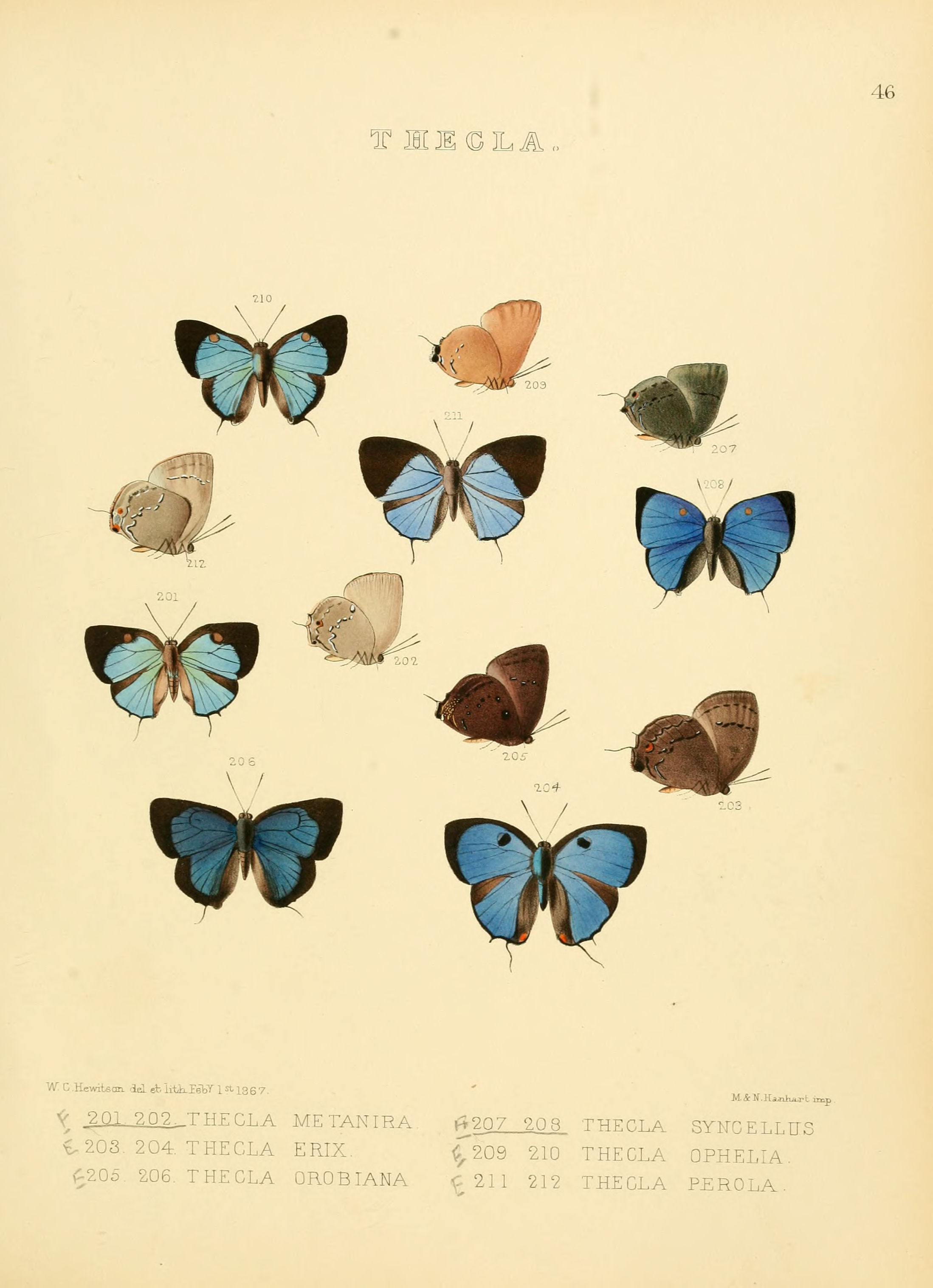
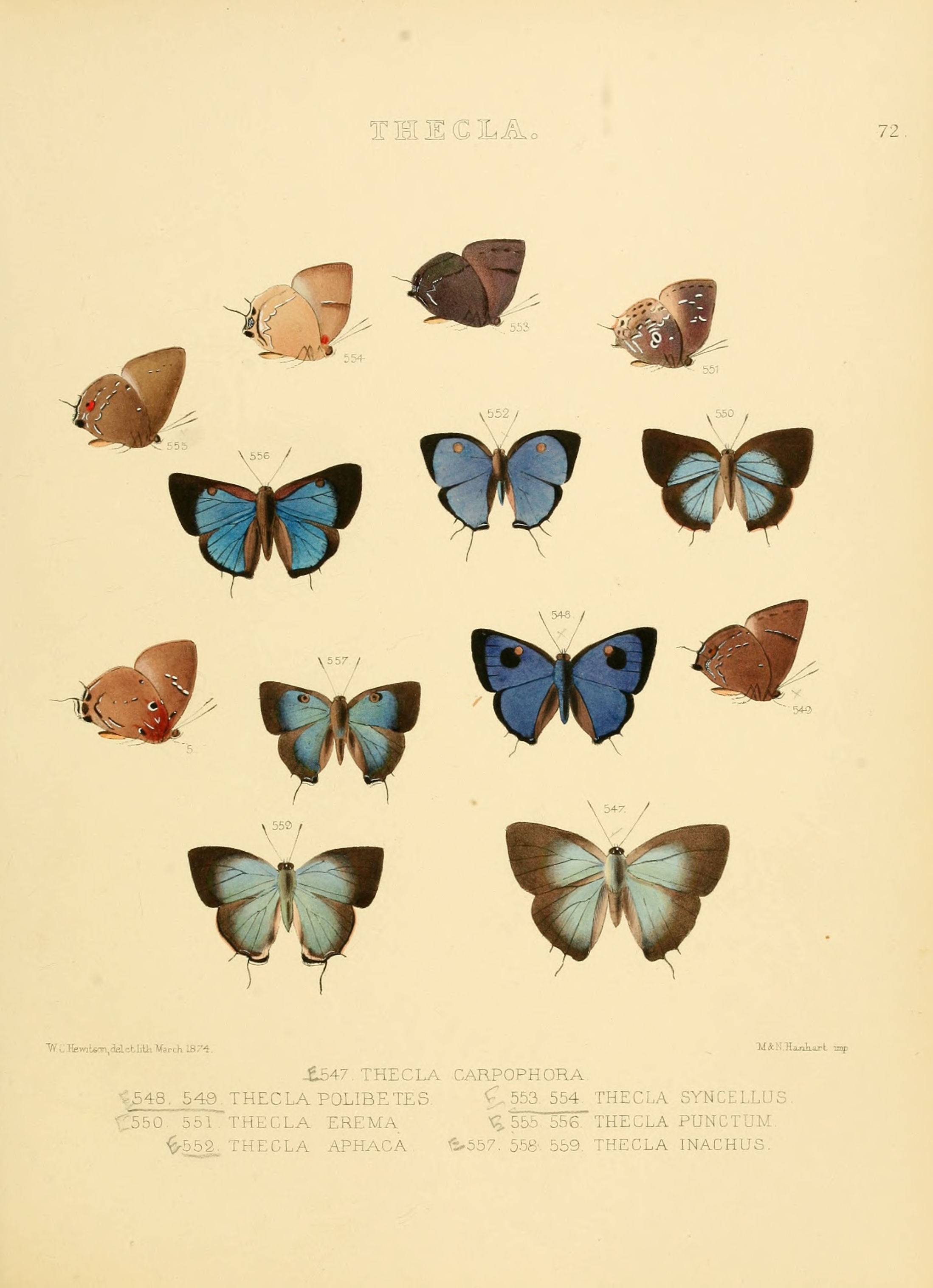